# Liste der ehemals börsennotierten österreichischen Unternehmen
Diese Liste enthält alle ehemals börsennotierten Unternehmen (Aktiengesellschaften und Europäische Gesellschaften) mit Haupt-Firmensitz in Österreich, also Unternehmen, die durch Delisting, Fusion etc. von der Börse genommen wurden.
Dies schließt neben den an der Wiener Börse gehandelten Aktien auch solche ein, die an einem ausländischen Börsenplatz wie der Frankfurter Wertpapierbörse oder der Swiss Exchange notiert sind.

## A
- A-Tec Industries AG (insolvent im Jahr 2010), delistet im Jahr 2014[1]
- ATB Austria Antriebstechnik AG, delistet im Jahr 2015[2]
- AvW Invest AG, delisted 2011[3]
- Adolf Darbo AG (delisted 2003)[4]
- Ankerbrot AG (delisted 2001)[5]

## B
- Baumax AG (delisted 2004)[6]
- Bene (delisted 2015)[7][2]
- Böhler-Uddeholm AG

## G
- Generali Holding Vienna AG (delisted 2006)

## I
- Immoeast AG, delistet 2010 wegen Fusion mit Immofinanz[8]
- Intercell AG, delistet 2013 wegen Fusion[9]

## J
- JoWooD Productions Software AG (insolvent im Jahr 2011), delistet 2011[10]

## L
- Libro AG (delisted 2002 aufgrund Insolvenz)[11]
- Leipnik-Lundenburger (delisted 2002)[12]

## M
- Maculan Holding AG (delisted 2003)[13]

## P
- phion AG, delisted 2010[8]
- Pankl Racing Systems AG, delisted 2018[14]

## S
- SkyEurope Holding AG (insolvent 2009), delistet 2010[8]

## T
- Teak Holz International AG
- TeleTrader Software AG, delisted 2012[15][14]

## V
- Vorarlberger Kraftwerke AG delisted 2013[9]
- Vogel & Noot AG (delisted 2003)[16]

## W
- webfreetv.com Multimedia Dienstleistungs AG (Insolvent 2011)[17] delisted 2010[8]